# Ramaria americana
Ramaria americana är en svampart som först beskrevs av Corner, och fick sitt nu gällande namn av R.H. Petersen 1981. Ramaria americana ingår i släktet Ramaria och familjen Gomphaceae.   Inga underarter finns listade i Catalogue of Life.